# 淡梨
淡梨（たんり、1997年8月10日 - ）は、日本の男性モデル、俳優。兵庫県神戸市出身。
2020年5月29日付でBELLONA MODEL AGENCYを退所し、6月10日付で有限会社ジャングル所属。

## 人物
モデル業を中心に活動するほか、俳優として映画作品にも出演。2019年、松竹ブロードキャスティングのオリジナル映画製作プロジェクト第7弾のオーディションに合格し、映画『スペシャルアクターズ』にカルト教団の教祖役として出演している。
モデル、俳優活動以外に制作活動も行っている。イラストを得意として高校生時代にはアートフェス「PHOTOJAM」に参加。卒業後は東京造形大学造形学部デザイン学科映画・映像専攻領域に在学し、2018年には日本映画大学、日本大学藝術学部との3大学の学生による短編映画『青曜日』の制作に携わり、マエダカヅキ名義で監督・脚本を務めた。同作は「Motion Gallery」でクラウドファンディングプロジェクトを立ち上げ、目標金額に到達している。その他、2018年8月に「やりなげアートブックフェア」に参加したり、大学の必修授業の課題として短編映画『今日もどこかで起きるそれなりの事件』を制作したりなどしている。
中学生の頃に邦画にはまりだした。普段はお調子者な性格だという。

## 評価
- 映画監督の上田慎一郎は、一度見たら忘れられない独特な顔立ちと出で立ち、オーラ、そして若者が胸に抱える青さと焦燥を持っていると評価し、彼にしか演じられないとして『スペシャルアクターズ』の怪しげな教祖役に淡梨を抜擢した[10]。
- 共同通信社記者の宮崎晃は劇中での淡梨について、ユニセックスな印象で、移ろい、気を引く雰囲気があると評している[8]。
- お笑いコンビ・宮下草薙の宮下兼史鷹からは『スペシャルアクターズ』についての感想を語る際、『少林サッカー』にも出演した香港俳優のチャン・クォックァンに少し似ていて、顔が好みであると語られ、「また何か別の作品に出てほしいです」「淡梨さん、次来るんじゃないですか」と今後の活躍に期待を寄せられている[16]。

## 出演

### 映画
- スペシャルアクターズ（2019年10月18日公開、松竹、監督：上田慎一郎） - 大和田多磨瑠 役[3]
- アリスの住人（2021年12月4日公開、監督：澤佳一郎） - 前野賢治 役[17]
- エッシャー通りの赤いポスト（2021年12月25日公開、監督：園子温）
- 神は見返りを求める（2022年6月24日公開、監督：吉田恵輔） - カビゴン 役[18][19]
- 笑いのカイブツ（2024年1月5日公開、監督：滝本憲吾）[20]

### テレビドラマ
- 青きヴァンパイアの悩み 第5話 - 最終話（2021年3月3日 - 29日、TOKYO MX） - 先輩ヴァンパイア 役
- 武士スタント逢坂くん! 第4話（2021年8月17日〈16日深夜〉、日本テレビ） - ぺぺろんちいの茂助 役
- しもべえ 第5話（2022年2月25日、NHK総合）- 桐島 役

### オリジナルビデオ
- 心霊スパイラル001（2018年、アムモ98）

### 舞台
- 制作「山口ちはる」プロデュース 「川澄くんの恋人」（2020年9月3日 - 6日、下北沢スターダスト）　※Aチーム出演

### 広告
- OYO LIFE 暮らしに新しい選択肢を(初めての一人暮らし・シェアハウス解散・エリアお試し編)（2020年7月）

## 作品

### 短編映画
- 青曜日（2018年） - 監督・脚本[4]
- 今日もどこかで起こるそれなりの事件（2018年） - 大学内制作 [15]
- of down Morpho（2019年） - 監督・脚本

### MV
- ザ・リーサルウェポンズ「シェイキン月給日」（2019年）[2]